# Sphère Films
Sphère Films est une société de distribution cinématographique québécoise basée à Montréal, créée en 2017 par Charles Tremblay sous le nom de MK2 | Mile End, elle prend le nom actuel lors de son acquisition en avril 2022 par le groupe Sphère Média.
Charles Tremblay est le président de l'entreprise. Il siège également au comité exécutif de Sphère Média dont Bruno Dubé est le président et chef de direction.

## Historique
À la suite de la fondation en 2006 de Métropole Films au Québec, Charles Tremblay crée en 2017, MK2 | Mile End, une compagnie canadienne de distribution de films d’auteurs nationaux et internationaux,,,. L'entreprise, basée à Montréal, inaugure des bureaux à Toronto en 2021.
En avril 2022, Sphère acquiert le distributeur de films MK2 | Mile End qui devient Sphère Films,.
Sphère Média regroupe maintenant BGM, la maison de production cinématographique Go Films, Oasis Animation, Sienna Films, Sphère Média Distribution, l’agence de ventes internationales WaZabi Films, Sardine Productions et Sphère Films (anciennement MK2 | Mile End).

## Distribution
Cette société souhaitait investir dans la distribution de films québécois, canadiens et étrangers au Québec et au Canada. Lors de son implantation, cette société explore brièvement la possibilité d'ouvrir de nouvelles salles à Montréal,,. Pour les compagnies de production québécoises, MK2 Mile End s'ajoute, en 2017, à la courte liste des distributeurs pouvant les accompagner dans la diffusion de leurs films,,,.

## Diffusion des cinématographies québécoises et internationales
En 2019, elle distribue le film Parasite du réalisateur sud-coréen Bong Joon-ho, récipiendaire de quatre Oscars, Il pleuvait des oiseaux de Louise Archambault et en 2020, Portrait de la jeune fille en feu de Céline Sciamma.
En avril 2020, elle lance une plateforme de vidéo sur demande pour l'ensemble du public canadien (en français et en anglais),,,,,.
La réouverture des cinémas au Québec au début de l'été 2021 amène le distributeur à programmer les sorties des films Kaamelott:Premier volet d'Alexandre Astier en juillet,,, et en septembre, du long métrage très attendu Maria Chapdelaine du réalisateur québécois Sébastien Pilote,.
En juillet 2021, elle annonce aussi que le film Les Olympiades de Jacques Audiard, sélectionné en compétition officielle du 74e Festival de Cannes, fera sa première nord-américaine dans le cadre du festival international du film de Toronto. De même, les films Compétition officielle des réalisateurs argentins Mariano Cohn et Gaston Duprat et Julie (en 12 chapitres) du réalisateur danois Joachim Trier, récompensé du Prix d’interprétation féminine (Renate Reinsve) au Festival de Cannes, et The Electrical Life of Louis Wain de Will Sharpe mettant en vedette Benedict Cumberbatch seront à l’honneur à ce festival,.

## Filmographie sélectionnée

### 2017
- Une vie de Stéphane Brizé
- Patients de Grand Corps Malade et Mehdi Idir
- Cigarettes et Chocolat chaud de Sophie Reine
- Tanna de Bentley Dean et Martin Butler
- Monsieur & Madame Adelman de Nicolas Bedos
- De plus belle d'Anne-Gaelle Daval
- Paris pieds nus de Fiona Gordon et Dominique Abel
- Django d'Étienne Comar
- Boule & Bill 2 de Pascal Bourdiaux
- Sage Femme de Martin Provost
- Le Dernier Vice-Roi des Indes de Gurinder Chadha
- Et les mistrals gagnants d'Anne-Dauphine Julliand
- Ce qui nous lie de Cédric Klapish
- 120 battements par minute de Robin Campillo, Grand Prix de Cannes[30]
- Visages, villages d'Agnès Varda et JR
- Barbara de Mathieu Amalric
- L'Amant double de François Ozon
- Santa & Cie (Noel et Cie) d'Alain Chabat
- Le Sens de la fête d'Éric Toledano et Olivier Nakache

### 2018
- Un profil pour deux de Stéphane Robelin
- La Confession de Nicolas Boukhrief
- Les Gardiennes de Xavier Beauvois
- Red Trees de Marina Willer

### 2019
- Mirai no Mirai de Mamoru Hosoda
- Pupille de Jeanne Herry[31]
- Ramen Shop (La Saveur des rāmen), d'Eric Khoo
- Amanda de Mikhaël Hers[32]
- Grâce à Dieu de François Ozon[33]
- Mia et le Lion blanc de Gilles de Maistre[34]
- Diane de Kent Jones
- Nous finirons ensemble de Guillaume Canet[35]
- Honeyland de Ljubomir Stefanov et Tamara Kotevska[36]
- Royal Corgi de Ben Stassen et Vincent Kesteloot[37]
- Alice et le Maire de Nicolas Pariser[38]
- La Belle Époque de Nicolas Bedos
- Il pleuvait des oiseaux de Louise Archambault[39],
- Parasite de Bong Joon-ho, gagnant de 4 Oscars[40]

### 2020
- Clemency, de Chinonye Chukwu
- Terra Willy d'Éric Tosti
- Abe de Fernando Grostein Andrade
- La Bonne Épouse de Martin Provost
- Radioactive de Marjane Satrapi
- Portrait de la jeune fille en feu de Céline Sciamma
- First Cow de Kelly Reichard[41]

### 2021
- Some kind ok heaven de Lance Oppenheim
- Mrs Lowry & Son d'Adrian Noble
- La Chef d'orchestre (The Conductor) de Maria Peters
- Hors normes (The Specials) d'Olivier Nakache et Éric Toledano
- Bootlegger de Caroline Monnet
- Mass de Fran Kranz[42]
- The Electrical Life of Louis Wain de Will Sharpe
- Maria Chapdelaine de Sébastien Pilote, première : 11 septembre 2021 (Festival international du film de Toronto, TIFF)[43],[44],[45],[46],[47],[48]
- Kaamelott : Premier Volet de Alexandre Astier[49]
- Annette de Leos Carax[50],[51]
- Sous le ciel d'Alice de Chloé Mazlo[52]
- De nos frères blessés (Faithfull) de Hélier Cisterne[53]
- Le Discours de Laurent Tirard[54]

### 2022
- Julie (en 12 chapitres) (Verdens verste menneske) de Joachim Trier[55],[56],[57].
- Le trésor du petit Nicolas de Julien Rappeneau[58].
- Tout s'est bien passé de François Ozon[59],[60],[61]
- Mali Twist (Twist à Bamako) de Robert Guédiguian[62]
- Trois Fois Rien de Nadège Loiseau[63].
- Les olympiades (Paris 13th District) de Jacques Audriard [64],[65].
- La Fine Fleur (The Rosemaker) de Pierre Pinaud[66].
- Crimes of the Future de David Cronenberg[67],[68]
- Arsenault et Fils de Rafaël Ouellet[69].
- (Official Competition) Competencia oficial de Mariano Cohn et Gaston Duprat[70].
- Charlotte d'Eric Warin et Tahir Rana[71].
- Arthur Rambo de Laurent Cantet
- Pleasure (Jessica) de Ninja Thyberg

- The Innocents d'Eskil Vogt[72]

- Les choses humaines d'Yvan Attal
- Nowhere Special (Un endroit comme un autre) de Uberto Pasolini[73]
- Vous n'aurez pas ma haine de Kilian Riedhof[74]
- Chien Blanc d'Anaïs Barbeau-Lavalette[75]

- Falcon Lake de Charlotte Le Bon[76]
- Call Jane de Phyllis Nagy[77]
- Toupie et Binou de Dominique Jolin et Raymond Lebrun
- The Last Bus de Gillies MacKinnon[78]
- The Wolf & The Lion de Gilles de Maistre[79]

### 2023
- Frontières de Guy Édoin[80]

### 2024
- Tous toqués! de Manon Briand